# هانس إبراهمسين
هانس إبراهمسين (بالدنماركية: Hans Abrahamsen)‏ هو ملحن دنماركي، ولد في 23 ديسمبر 1952 في كوبنهاغن في الدنمارك.

## وصلات خارجية
- هانس إبراهمسين على موقع ميوزك برينز (الإنجليزية)
- هانس إبراهمسين على موقع ديسكوغز (الإنجليزية)